# Liddy Holloway
Elizabeth Brenda Holloway mais conhecida pelo seu nome artístico de Liddy Holloway (Wellington, 27 de Março de 1945 — Auckland, 29 de Dezembro de 2004) foi uma atriz da Nova Zelândia.

## Biografia
Filha de um primeiro-ministro, sua primeira intenção era ser jornalista. Mudou-se para Los Angeles em 1990, morando em Hollywood, onde recebeu muitas propostas de trabalho, mas aceitou interpretar Alcmene em Hercules: The Legendary Journeys. Em 2002, lançou o livro The While Rider, que lhe rendeu milhões quando os direitos autorais foram comprados e a história virou um filme.
Entre seus principais trabalhos no cinema estão Squyzze Taylor, um filme australiano de 1982 e Shortland Street, onde contracenou com a atriz Danielle Cormack.
Faleceu após uma longa batalha contra um câncer no fígado, deixando três filhos: Francesca, Harlen e Joel, este úlyimo também ator.

## Prêmios
- Recebeu uma indicação na categoria de melhor atriz em 2001, por Her Majesty no New Zealand Film and TV Awards.

## Filmografia
- Without a Paddle (2004)
- Fracture (2004)
- Sylvia (2003)
- Murder in Greenwich (Assassinato em Greenwich)  (2002)
- Her Majesty (2001)
- Murder Call (2000)
- Jubilee (2000)
- Duggan (1999)
- Hercules: The Legendary Journeys (1995-1998)
- Shortland Street (1992)
- Homeward Bound (1992)
- Queen City Rocker (1986)
- Prisoner (1981-1984)
- Special Squad (1984)
- The Clinic (1982)
- Squizzy Taylor (1982)